# Dorfkirche Vietmannsdorf

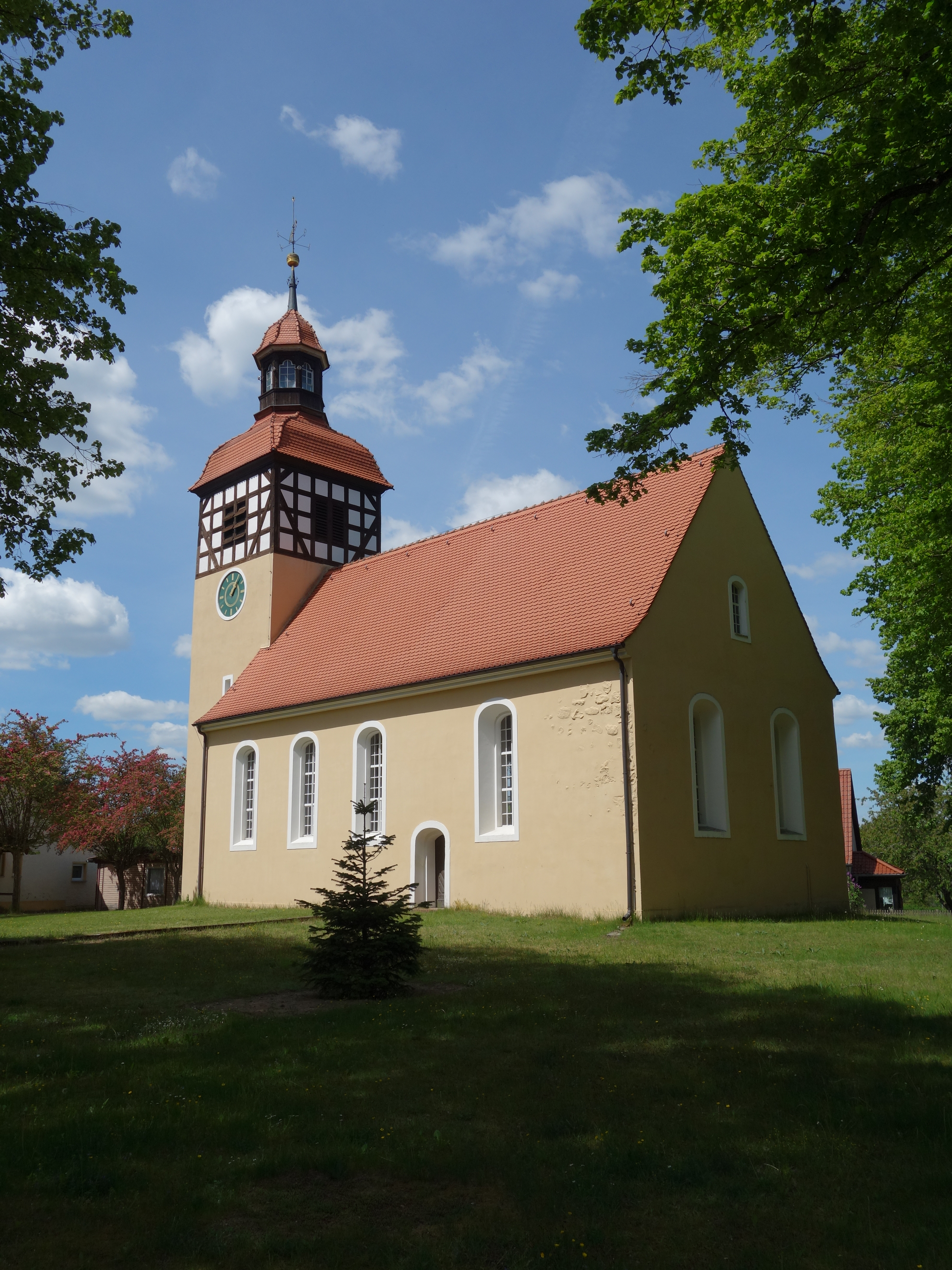
Südostansicht

Die Dorfkirche Vietmannsdorf ist eine Saalkirche im Ortsteil Vietmannsdorf der Stadt Templin im Landkreis Uckermark des Landes Brandenburg.
Sie ist ein einfacher Putzbau mit eingezogenem Turm im Westen. Im Ostteil zeichnet sich unter dem Putz des Bauwerks ein Feldsteinmauerwerk ab. Die Kirche wurde 1926 rekonstruiert. Dabei wurde im Westteil der Kirche Backstein als Material genutzt. Der Turmaufsatz ist in Fachwerk ausgeführt.

## Ausstattung
Das Hauptstück der Ausstattung ist ein Kanzelaltar vom Anfang des 18. Jahrhunderts; auf der Mensa ist ein Eichenholzrelief vom Anfang des 14. Jahrhunderts mit Darstellungen von Geißelung, Kreuzigung und Auferstehung zu sehen, das 1926 restauriert wurde und ursprünglich vermutlich Teil eines Altarretabels war. Die Westempore und das Gestühl stammen aus dem 18. Jahrhundert. Die bemalte Balkendecke auf zwei Längsbalken stammt aus dem Jahr 1926. Zur Ausstattung gehört auch eine Hollenbach-Orgel von 1898 mit fünf Registern auf einem Manual und Pedal, die 1955 von Jehmlich Orgelbau Dresden erneuert wurde.